# Бідність у Китаї
Бідність у Китаї — соціальний феномен, пов'язаний з розшаруванням в рівні доходів населення КНР. 
Бідність розподілена географічно. Зі сходу на захід вона зменшується. Бідність нерівномірна між містом і селом. За дослідженнями центру Gallup, 6 % найбіднішій п'ятій частині населення бракувало грошей на їжу в 2011 році. 2008 року їх частка становила 23 %. Соціалістичний Китай був однією з найбільш егалітарних систем з плановою економікою, де дохід міських жителів був прив'язаний до роботи (данвей) на держпідприємстві. Бурхливе економічне зростання Китаю призвело до великої нерівності серед населення, пов'язаного з трьома факторами: зниженням ролі державної економіки, зміною в рівні добробуту, урбанізацією і міграцією з сіл.

У 2008 році частка бідних становила 23 %

## Місто
Починаючи з 1980-х років бідність стала розглядатися в контексті відсталих західних районів країни і екологічно тендітних регіонів. Здійснюючи повну зайнятість в містах (політика «залізної чашки рису»), держава закріплювала бідність в селі.
У 1990-х роках виникла так звана «нова міська бідність», яка вже була пов'язана не тільки з інвалідністю.
Проблема стала проявлятися з 1995 року. Так зареєстроване безробіття в цьому році було 2,9 %, а незареєстроване безробіття склало 4 %. Частково це пов'язано з невраховуваною міграцією сільського населення в міста, що підвищує приховане безробіття. Іншою причиною бідності стали звільнення. Неофіційна оцінка безробіття в 1998 році склала 10,4 %.
Попри те, що міська бідність продовжує знижуватися з 1980-х, рівень абсолютної бідності зростає, оскільки держава підвищує поріг бідності. 2002 року число абсолютно бідних в містах оцінювалося у 20,6 млн осіб (без урахування сільських мігрантів).
Згідно з програмою «Мінімальною прожиткової стандартної гарантії», прийнятої в 1993 році, кількість одержувачів держдопомоги (Диба) в 2008 році склало 22,67 млн, Обсяг виплат на людину в місяць — 208 юанів.
За «Звітом про розвиток міст в Китаї» в 2009 році 50 млн городян (8 %) є бідними, їх річний дохід становить від 7500 до 8500 юанів (1070—1200 дол.) І їх кількість продовжує зростати, причому різниця між багатими і бідними також стрімко збільшується. Робочі мігранти становлять одну з вибухонебезпечних груп населення.

## Село
З початку реформ в 1978 році число офіційно бідних жителів села до 2003 року зменшилася з 250 мільйонів до 29 мільйонів або в процентному відношенні з 30,7 % до 3,2 %. Доходи селян зросли зі 134 до 2 622 юанів.
Процес зниження бідності проходив у три етапи:
- Перший етап з 1978 по 1985 рік, коли число бідних зменшилося удвічі й була скасована комуна система
- Другий період проходив з середини 80-х і пов'язаний з регіональним розвитком
- Третій період з 1993 по 2000 рік стосується роботи «Програми зниження бідності 7-8», коли за 7 років планувалося зменшити число бідних на 80 млн осіб. Програма передбачала впровадження фонду фіскального вирівнювання, фонду «робота за їжу» і субсидії за позиками в найбідніших районах. Оскільки бідність була зосереджена у віддалених гірських, прикордонних або населених національними меншинами регіонах, кошти фондів направлялися в ці повіти. Загальна кількість таких повітів склало 592 (одна п'ята всіх повітів КНР).

Кількість бідних, тобто що живуть менш ніж на 1 долар в день на селі становить 122 млн осіб (2012); 128 млн осіб (2011). Уряд планує вести боротьбу з бідністю в провінціях Сичуань, Ганьсу, Цинхай, а також в Нінся-Хуейскому автономному районі і в південній частині Сіньцзян-Уйгурського автономного району.